# Васильев (Калмыкия)
Васи́льев — хутор в Малодербетовском районе Калмыкии, в составе Малодербетовского сельского муниципального образования.
Население — 2 человек (2021).

## История
Дата основания населённого пункта не установлена. Хутор обозначен на карте РККА 1941 года. В период Сталинградской битвы хутор оказался у линии фронта. немецки войска были отброшены от хутора в ходе контрнаступления в ноябре 1942 года. 28 декабря 1943 года калмыки были депортированы, Калмыцкая АССР была ликвидирована, хутор, как и другие населённые пункты Малодербетовского улуса, вошёл в состав Сталинградской области (возвращён Калмыкии в 1957 году).

## Физико-географическая характеристика
Хутор расположен на севере Калмыкии, у границы с Волгоградской областью на западном берегу озера Барманцак. К западу от хутора начинаются восточные склоны Ергенинской возвышенности. Рельеф Сонково ровный (с некоторым уклоном в сторону озера Барманцак), средняя высота местности составляет 1 м над уровнем моря. В окрестностях хутора распространены светлокаштановые почвы различного гранулометрического состава в комплексе с солонцами.
К хутору автодорога с твёрдым покрытием отсутствует. По просёлочной дороге расстояние до районного центра села Малые Дербеты — 12 км.
Часовой пояс
Васильев, как и вся Республика Калмыкия, находится в часовой зоне МСК (московское время). Смещение применяемого времени относительно UTC составляет +3:00.

## Население
| 2002 | 2010 | 2021 |
| ---- | ---- | ---- |
| 0    | ↗8   | ↘2   |

## Социальная инфраструктура
Социальная инфраструктура не развита. Учреждения культуры (клуб, библиотека), образования (средняя школа, детский сад) и здравоохранения расположены в районном центре селе Малые Дербеты. Хутор электрифицирован, но не газифицирован. Центральное водоснабжение отсутствует, потребность в пресной воде обеспечивается индивидуально, путём доставки воды к каждому домовладению. Водоотведение осуществляется за счёт использования выгребных ям.